# 9822 Hajduková
9822 Hajduková este un asteroid din centura principală, descoperit pe 26 martie 1971, de Cornelis van Houten și Ingrid van Houten-Groeneveld.